# Ніколае Чаушеску
Нікола́е Чауше́ску (рум. Nicolae Ceauşescu; 26 січня 1918, Скорнічешті, Олт — 25 грудня 1989, Тирговіште, Димбовіца) — румунський політичний і державний діяч, генеральний секретар ЦК Румунської комуністичної партії (1965—1989), голова Державної ради Румунії (1967—1974), перший Президент Соціалістичної Республіки Румунія (1974—1989).
Правління Чаушеску широко характеризоване як диктаторське, таку оцінку йому давали навіть в інших країнах Східного блоку, до якого належала Румунія. Незважаючи на членство його країни у Варшавському договорі, Чаушеску домігся визнання держави Ізраїль, палко підтримував румунський націоналізм і засудив вторгнення військ Варшавського договору до Чехословаччини в 1968 році. Своєю промовою, що отримала назву «Липневі тези», 1971 року Чаушеску розпочав низку квазімаоїстських та неосталіністських реформ.
Правління Чаушеску закінчилося революцією, безпосереднім приводом якоїї стали заворушення угорців в Тімішоарі, що почалися 16 грудня 1989 року. У ході революції Чаушеску вдалося втекти зі столиці, але врешті він був схоплений армією і разом зі своєю дружиною Єленою постав перед організованим новою владою судом. На імпровізованому суді, що тривав приблизно півтори години, йому були висунуті звинувачення у злочинах проти держави, геноциді проти власного народу, відкритті таємних рахунків в іноземних банках та «підриві національної економіки». Чаушеску відкинув усі звинувачення на свою адресу, заявив про неправомочність суду над чинним президентом країни без санкції Великих Національних зборів.
Розстріляний разом із дружиною 25 грудня 1989 року за вироком трибуналу, одразу ж після судового засідання.

## Життєпис

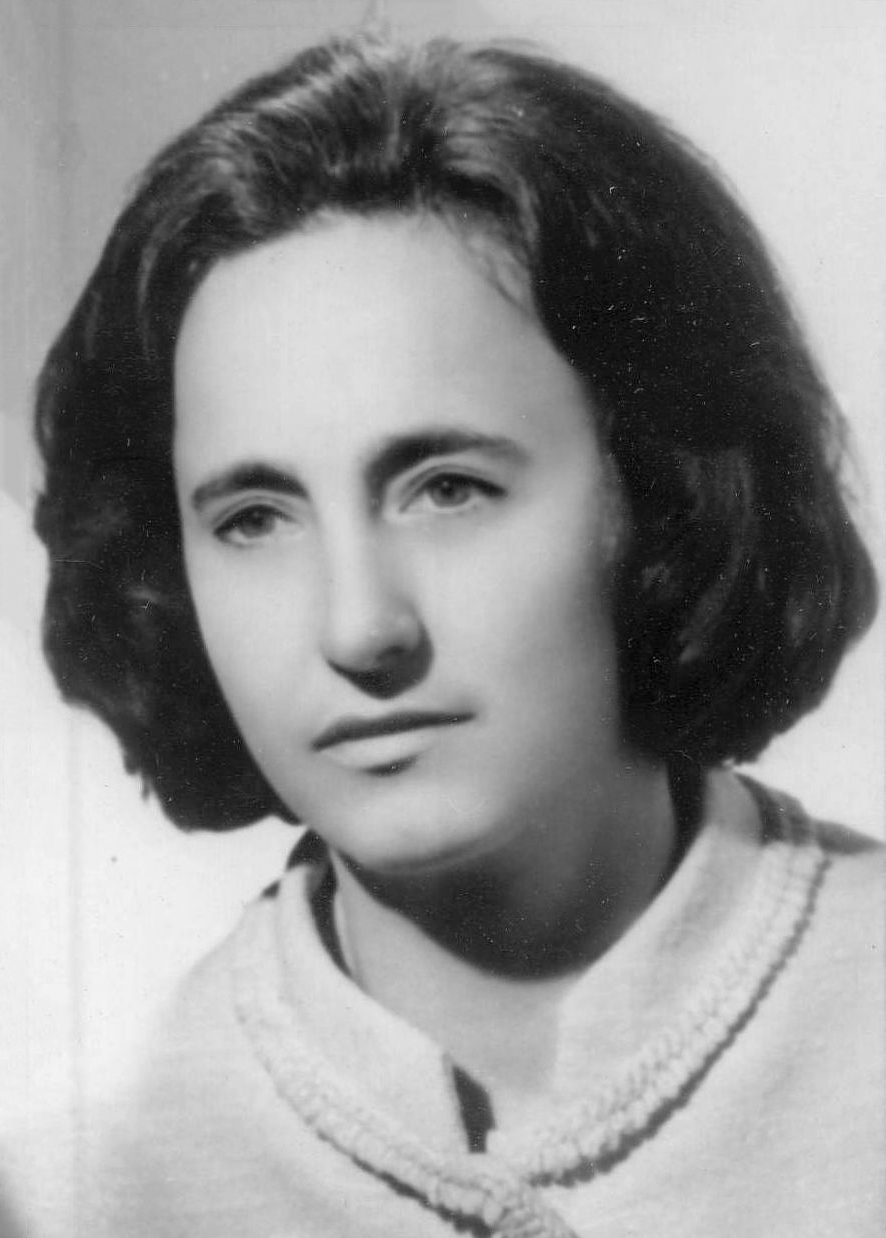
Дружина Єлена Чаушеску

Народився у селянській родині. З 1932 брав участь у революційному русі. У 1933 вступив до Комуністичного союзу молоді (КСМ), згодом став членом ЦК КСМ. Член Румунської комуністичної партії з 1936. Зазнав гонінь за революційну діяльність.
У 1939—1940 — секретар Бухарестського міськкому КСМ та член ЦК з роботи з молоддю при ЦК компартії. У 1940 заарештований, перебував у в'язниці до 1944.
У 1944—1945 — секретар ЦК КСМ. У 1945 на Національній конференції компартії обрано кандидатом у члени ЦК.
У 1945—1946 — секретар парткомітету 1-го сектору Бухареста.
У 1946—1948 — секретар обласного комітету партії, спочатку Добруджі, потім Олтенії.
У 1948—1950 — заступник міністра сільського господарства.
У 1951—1954 — заступник міністра ради Радянської румунської республіки (РРР), з березня 1974 — Президент РРР. Голова Національної ради Фронту соціалістичної єдності з 1968.
Виступив з осудом ініційованого СРСР 1968 року введення до Чехословаччини військ Варшавського договору. У деяких інших питаннях також дотримувався незалежного від Москви курсу у внутрішній та зовнішній політиці. Зокрема, у 1984 Румунія була єдиною країною учасницею РЕВ, яка не бойкотувала Олімпіаду в Лос-Анджелесі.
Безконтрольно брав кредити у країн Заходу, що дуже швидко призвело економіку Румунії до колапсу. Намагаючись виправити ситуацію, уряд провів референдум щодо законодавчої заборони на залучення іноземних кредитів, а з 1980 виплата боргів стала пріоритетним напрямом румунської економіки. До 1989 Румунії вдалося розрахуватись за всіма кредитами й вона стала мало не найбіднішою державою Східного блоку, не враховуючи Соціалістичну Народну Республіку Албанія.
У Румунії існував «культ особи» Ніколае Чаушеску.

## Звички
Образив Королівську сім'ю під час візиту до Лондона у 1978 році, коли під час святкового прийняття в Букінгемському палаці наказав своєму слузі скуштувати їжу. Також він приїхав зі своїми простирадлами й дезінфекційними засобами.

## Революція та страта
У листопаді 1989 року, за кілька днів після XIV з'їзду Компартії Румунії, на якому Чаушеску урочисто переобрали на посаду, розпочалися протести в місті Тімішоара, приводом для яких став арешт місцевого правозахисника священника Ласло Текеша. Поліції не вдалося придушити виступи, які зросли під час офіційного візиту Чаушеску в Іран; диктатор мусив передчасно повернутися й наказав приборкати маніфестантів силою, проти них застосували зброю. Це спричинило протести по всій країні, які переросли у Румунську революцію.
Рятуючись від багатотисячного натовпу біля телецентру в Бухаресті, Чаушеску покинув столицю разом із дружиною Єленою на гвинтокрилі, далі вони втікали на автомобілі, та все ж їх затримали поблизу міста Тирговіште. У ньому ж організовано трибунал, що ухвалив вирок про страту.
Вирок виконали негайно за прискореною правовою процедурою. Відеозапис страти транслювали в багатьох країнах світу. Нині в Румунії стверджують, що треба було судити подружжя Чаушеску в демократичний спосіб. Навіть Президент Йон Ілієску, який очолив державу після подій 1989 р., заявив, що особисто він був проти страти, але в ревкомі його думку не поділяла більшість. Тепер у Румунії вважають за потрібне наново судити Чаушеску, бодай посмертно. Цікаво також і те, що вся офіційна документація, за якою розстріляно Чаушеску, зникла без сліду.
Весь час, поки Чаушеску перебував під арештом, у Бухаресті точилися бої між силами держбезпеки, з одного боку, і повстанцями та військами, які перейшли на бік повстання. За кілька годин після розстрілу бої припинилися. У боях загинула велика кількість цивільних, які випадково потрапили під кулі.